# Taras Stepanenko
Taras Mykolayovych Stepanenko (Velyka Novosilka, 8 de agosto de 1989) é um futebolista profissional ucraniano que atua como volante. Atualmente defende o Eyüpspor, da Turquia.

## Carreira
Taras Stepanenko fez parte do elenco da Seleção Ucraniana de Futebol da Eurocopa de 2016.

## Títulos
Shakhtar Donetsk
- Campeonato Ucraniano: 2010–11, 2011–12, 2012–13, 2013–14, 2016–17, 2017–18, 2018–19, 2019–20, 2021–22, 2022–23, 2023–24
- Copa da Ucrânia: 2010–11, 2011–12, 2012–13, 2015–16, 2016–17, 2017–18, 2018–19, 2023–24
- Supercopa da Ucrânia: 2010, 2012, 2013, 2014, 2015, 2017, 2021